# 'Anbasa Wedem
‘Anbasa Wedem fue el penúltimo negus del Reino de Axum antes de la transición al dominio de la dinastía Zagwe. 
Según la historia tradicional, antes de su muerte, el rey Degna Djan encomendó al Abuna (patriarca de la Iglesia ortodoxa de Etiopía) Petros la tarea de designar a su sucesor, eligiendo entre sus dos hijos: ‘Anbasa Wedem y Del Na'od. Petros eligió a Del Na'od, lo cual descontentó a ‘Anbasa Wedem. Según la tradición, ‘Anbasa Wedem mantenía una estrecha relación con un monje copto egipcio llamado Mennas, y a través de una carta dirigida al Patriarca de Alejandría, difundió acusaciones contra Petros, logrando que el patriarca aceptara reemplazarlo.
Mennas fue designado como nuevo Abuna, destituyó a Petros y coronó a ‘Anbasa Wedem como rey. Sin embargo, los seguidores de Del Na'od se rebelaron, derrotaron a las tropas de ‘Anbasa Wedem y lo destronaron, restaurando a Del Na'od como rey legítimo. Mennas fue asesinado por los partidarios de Del Na'od, y el patriarca copto Cosmas confirmó la designación de Del Na'od a través de un intermediario llamado Víctor.